# Département de San Miguel (Salvador)
Pour les articles homonymes, voir San Miguel.
San Miguel est un département du Salvador, situé à l'est du pays. Sa capitale est San Miguel. 

## Géographie
Situé dans la partie orientale du Salvador, le département de San Miguel fait partie de l'un des quatre départements appartenant à la Zone Orientale (en espagnol : Zona Oriental).
Riverain du Pacifique dans sa bordure méridionale par une toute petite ouverture maritime, il est longé à l'est par les départements de La Unión et de Morazán tandis qu'à l'ouest, il confine avec les départements d'Usulután et de Cabañas, ce dernier relevant de la Zone Paracentrale (en espagnol: Zona Paracentral).

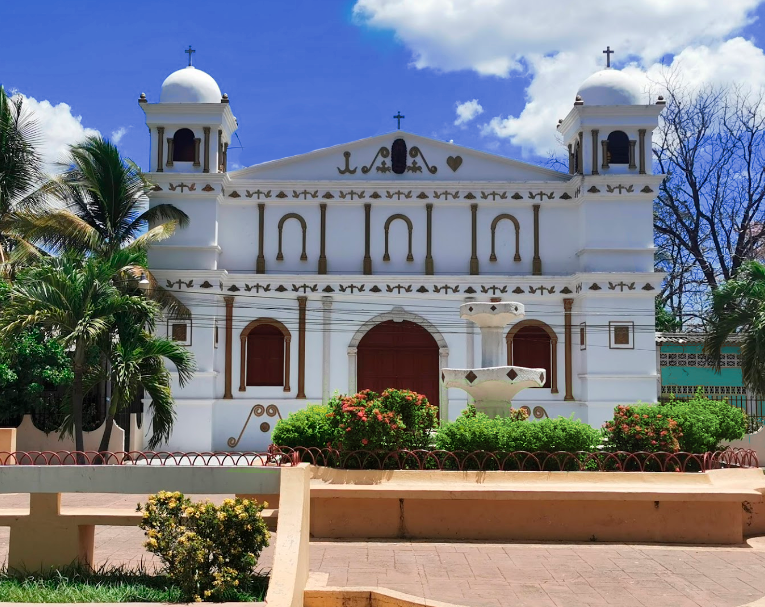
La petite ville de Chirilagua est la seule du département à avoir accès à l'océan Pacifique.

De plus, c'est un département frontalier étant délimité au nord par la frontière avec le Honduras.
Il est avec le département de La Unión, l'un des deux départements du Salvador à être étiré du nord au sud en étant à la fois frontalier avec le Honduras et riverain de l'océan Pacifique.
Par sa superficie qui est de 2 077 km2, c'est le deuxième département le plus étendu du Salvador se plaçant après celui d'Usulután et il occupe 1/10ème du territoire national.

## Population et villes principales
La population du département de San Miguel est de 546 022 habitants, ce qui le place au 4e rang démographique dans le Salvador.
Malgré sa forte densité de population de 264 habitants au km², ce qui est l'une des plus élevées du pays, celle-ci est néanmoins inférieure à celle du Salvador.

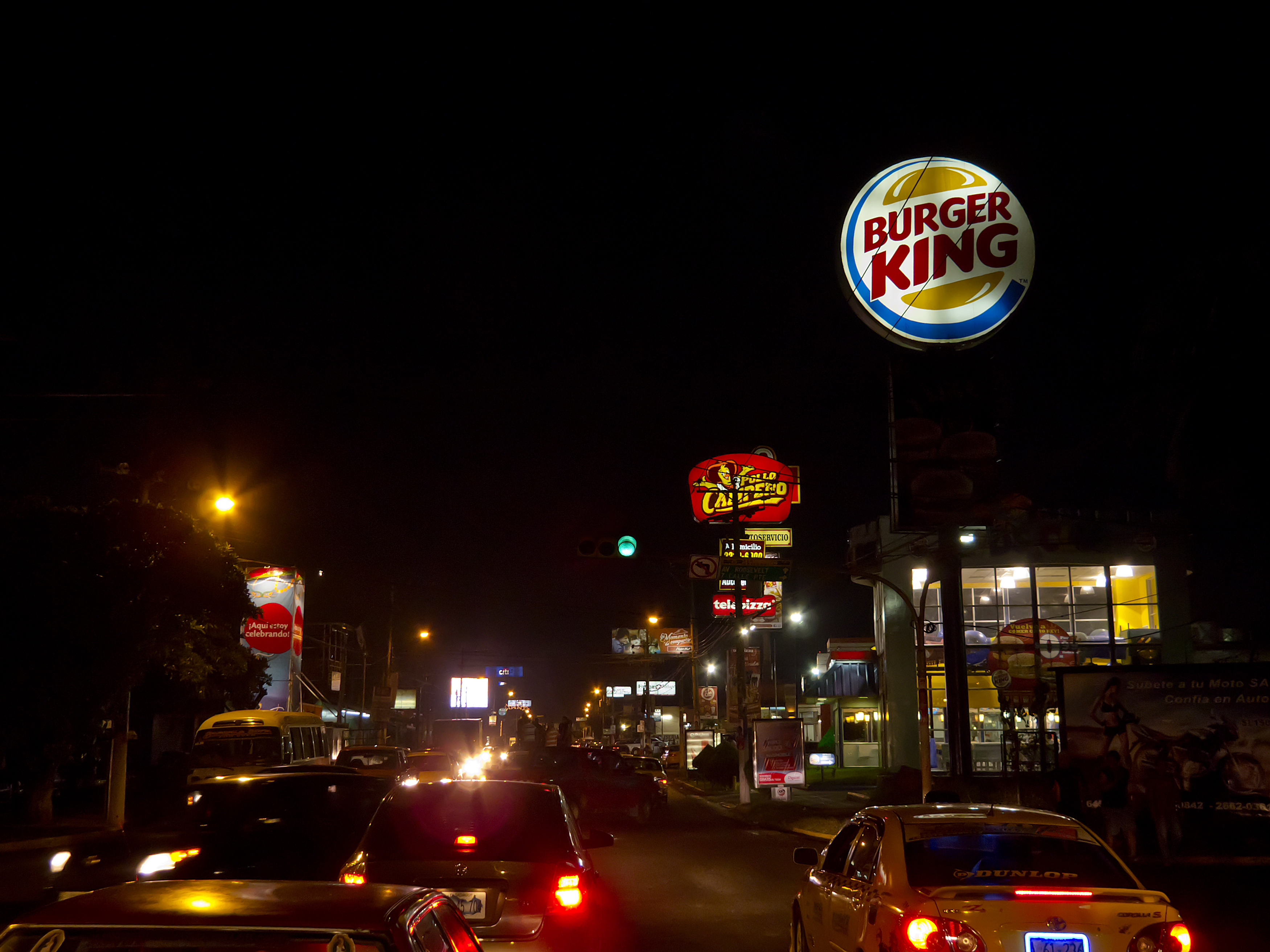
Le centre de la ville de San Miguel la nuit.

San Miguel qui est en même temps la ville principale et la capitale administrative du département éponyme figure parmi les quatre plus grandes villes du pays. Elle est également le troisième pôle économique du Salvador.
Par ailleurs dans ce département relativement urbanisé, trois villes de taille quasi comparable ont plus de 20 000 habitants ; il s'agit par ordre décroissant de Ciudad Barrios avec 24 817 habitants, de Moncagua avec 22 659 habitants et de Chinameca avec 22 311 habitants.

## Histoire
Le territoire fut peuplé par les Lencas et les Pipils avant l'arrivée des Espagnols. En 1530, fut fondée la ville de  San Miguel malgré les nombreuses rébellions lencas que les Espagnols n'arrivaient pas à pacifier (alors qu'ils s'étaient d'abord alliés aux Espagnols pour se défaire de la domination pipile).
Une fois l'indépendance du Salvador effective, le département fut créé et englobait les actuels départements de San Miguel, de la Unión et d'Usulután. Ces deux derniers furent séparés de San Miguel en 1865.

## Municipalités
1. Carolina
2. Chapeltique
3. Chinameca
4. Chirilagua
5. Ciudad Barrios
6. Comacarán
7. El Tránsito
8. Fundación
9. Lolotique
10. Moncagua
11. Nueva Guadalupe
12. Nuevo Edén de San Juan
13. Quelepa
14. San Antonio
15. San Gerardo
16. San Jorge
17. San Luis de la Reina
18. San Miguel
19. San Rafael
20. Sesori
21. Uluazapa